# متیو میشل
متیو میشل (انگلیسی: Mathieu Michel؛ زادهٔ ۴ سپتامبر ۱۹۹۱) یک بازیکن فوتبال اهل فرانسه است.